# Geological Society of India
Die Geological Society of India (GSI) ist eine 1958 gegründete Gesellschaft zur Förderung der Geologie in Indien.
Die GSI wurde 1958 auf Initiative des Geologie-Professors L. Rama Rao in Bangalore gegründet mit dem Doyen der indischen Geologen D. N. Wadia als erstem Präsidenten. Offizielle Anerkennung erhielt sie durch die indische Regierung 1959 in New Delhi. Neben gewöhnlichen Mitgliedern gibt es den Fellow-Status (zu dem man ernannt werden muss) und Honorary Fellows.
Sie publizieren die Zeitschrift Journal of the Geological Society of India, die seit 1959 erscheint (damals mit L. Rama Rao als Herausgeber). Anfangs erschien sie als Jahrbuch und für schnellere Publikationen gab es bis 1969 den Bulletin, ab 1970 vierteljährlich. Die GSI veröffentlicht auch weitere Schriftenreihen und veranstaltet Symposia und Workshops.